# Morfosyntaxis
Morfosyntaxis is het deelgebied van de theoretische taalkunde waarin de samenstellende delen van fraseologische eenheden - met name zinnen en zinsdelen - tegelijkertijd wat betreft hun morfologische kenmerken als wat betreft hun hiermee rechtstreeks samenhangende syntactische functie worden geanalyseerd. Het verschil tussen gewone morfologie en de morfosyntaxis is dus dat het niet in de eerste plaats om de opbouw van afzonderlijke woorden uit gebonden morfemen gaat, maar om de functie van deze morfemen in een groter syntactisch verband, met name zinsverband. 

## Beschrijving
Morfosyntactische analyse vindt net als gewone syntactische analyse traditioneel eerst plaats op het niveau van woorden (lexemen), vervolgens op het niveau van deelzinnen, en ten slotte op het niveau van hele zinnen, waarbij de zin als geheel zowel wordt ontleed in afzonderlijke zinsdelen (constituenten) als in hoofd- en bijzinnen. 

#### Woordanalyse
Bij de morfosyntactische analyse op woordniveau wordt, nadat allereerst de woordsoort is bepaald, gekeken naar zaken als geslacht en getal (bij zelfstandige naamwoorden) of naar getal, wijs, modus en persoon (bij werkwoorden).

#### Deelzinanalyse
Traditioneel wordt in de ontleding de deelzin als een van de belangrijkste syntactische eenheden beschouwd. De volgende stap is dan ook het bepalen van de grammaticale functie die het woord dankzij al zijn morfologische kenmerken binnen de zin of deelzin vervult, ofwel het bepalen van werkwoordsargumenten en syntactische categorieën.

#### Zinanalyse
Ten slotte worden de afzonderlijke deelzinnen op grond van hun morfologische kenmerken binnen het grotere geheel van de samengestelde zin geplaatst. Zaken als nevenschikking en onderschikking spelen hierbij een belangrijke rol.